# Les Amis du Mézenc
Les Amis du Mézenc ont été créés en 1987 pour mettre en valeur le patrimoine naturel et culturel du massif du Mézenc tant en Ardèche qu'en Haute-Loire en organisant des animations, des expositions, des conférences, des randonnées touchant l'ensemble des thèmes du patrimoine mézencole.
Elle publie annuellement Les Cahiers du Mézenc (2 000 exemplaires) et, quatre fois par an pour ses 400 membres, la Lettre des Amis du Mézenc.
Les Amis du Mézenc ont participé à de nombreux projets comme la réalisation d'une carte IGN touristique du massif Mézenc-Gerbier, la promotion du Fin gras du Mézenc, la mise en œuvre d'un réseau de documentation du Mézenc et des sources de la Loire ouvert à tous (1.500 notices) concernant la plupart des domaines de la connaissance du massif.
L'association a son siège dans l'ancien couvent des Récollets de Privas et est affiliée au Comité des travaux historiques et scientifiques